# Rijksbeschermd gezicht Utrecht
Gezicht Utrecht is een van rijkswege beschermd stadsgezicht in de binnenstad van Utrecht in de Nederlandse provincie Utrecht. De procedure voor aanwijzing werd gestart op 10 mei 1972. Het gebied werd op 3 december 1975 definitief aangewezen.
Het beschermd gezicht beslaat een oppervlakte van 147,6 hectare en omvat bijna de gehele historische stad binnen de voormalige stadsmuren. In de noordwesthoek van de oude stad valt het grootste gedeelte van Wijk C, met onder meer het Paardenveld, erbuiten. Tot het beschermde gebied behoort ook de stadsbuitengracht met een deel van de erlangs gelegen buitenbebouwing.
Panden die binnen een beschermd gezicht vallen krijgen niet automatisch de status van beschermd monument. Wel zal de gemeente het bestemmingsplan aanpassen om nieuwe ontwikkelingen in het gebied te reguleren. De gezichtsbescherming richt zich op de stedenbouwkundige en cultuurhistorische waardering van een gebied en wil het toekomstig functioneren daarvan veiligstellen.